# Igor Smolnikov
Igor Aleksandrovich Smolnikov (tiếng Nga: Игорь Александрович Смольников; sinh ngày 8 tháng 8 năm 1988) là cầu thủ bóng đá người Nga thi đấu cho câu lạc bộ Krasnodar ở vị trí hậu vệ cánh phải.

## Quốc tế
Smolnikov lần đầu tiên được gọi lên đội hình Nga bởi Fabio Capello vào ngày 4 tháng 10 năm 2013 chuẩn bị cho trận đấu tại vòng loại World Cup 2014 trước Luxembourg và Azerbaijan. Anh ấy có trận đấu đầu tiên cho đội tuyển quốc gia vào ngày 19 tháng 11 năm 2013 trong trận đấu giao hữu trước Hàn Quốc.
Vào ngày 11 tháng 5 năm 2018, anh có tên trong đội hình chuẩn bị trước giải bóng đá vô địch thế giới 2018. Vào ngày 3 tháng 6 năm 2018, anh ấy tên trong đội hình chính thức tham dự giải. Tuy nhiên, trong trận đấu giữa Nga và Uruguay trong ngày 25/6, ở phút thứ 36 thì anh đã phạm lỗi và phải nhận thẻ vàng thứ hai, đồng nghĩa với việc anh bị thẻ đỏ và phải rời sân cộng với việc bị truất quyền thi đấu. Đội tuyển Nga sau đó gây bất ngờ lớn khi vượt qua vòng bảng đứng ở vị trí thứ hai bảng A với 6 điểm, loại ứng cử viên vô địch Tây Ban Nha ở vòng 16 đội và chỉ chịu thua Croatia ở tứ kết đều ở loạt sút luân lưu 11m.

## Thống kê sự nghiệp

### Câu lạc bộ
Tính đến 26 tháng 5 năm 2019
| Câu lạc bộ                | Mùa giải            | Giải đấu               | Giải đấu | Giải đấu | Cúp quốc gia | Cúp quốc gia | Châu Âu | Châu Âu | Khác | Khác | Tổng cộng | Tổng cộng |
| Câu lạc bộ                | Mùa giải            | Hạng                   | Trận     | Bàn      | Trận         | Bàn          | Trận    | Bàn     | Trận | Bàn  | Trận      | Bàn       |
| ------------------------- | ------------------- | ---------------------- | -------- | -------- | ------------ | ------------ | ------- | ------- | ---- | ---- | --------- | --------- |
| FC Torpedo Moscow         | 2006                | Russian Premier League | 4        | 0        | 0            | 0            | –       | –       | –    | –    | 4         | 0         |
| FC Torpedo Moscow         | 2007                | FNL                    | 26       | 2        | 3            | 0            | –       | –       | –    | –    | 29        | 2         |
| FC Torpedo Moscow         | Tổng cộng           | Tổng cộng              | 30       | 2        | 3            | 0            | 0       | 0       | 0    | 0    | 33        | 2         |
| FC Lokomotiv Moscow       | 2008                | Russian Premier League | 1        | 0        | 1            | 0            | –       | –       | –    | –    | 2         | 0         |
| FC Ural Yekaterinburg     | 2009                | FNL                    | 12       | 0        | 0            | 0            | –       | –       | –    | –    | 12        | 0         |
| FC Chita                  | 2009                | FNL                    | 15       | 2        | 0            | 0            | –       | –       | –    | –    | 15        | 2         |
| FC Lokomotiv Moscow       | 2010                | Russian Premier League | 14       | 0        | 1            | 0            | 0       | 0       | –    | –    | 15        | 0         |
| FC Lokomotiv Moscow       | Tổng cộng           | Tổng cộng              | 15       | 0        | 2            | 0            | 0       | 0       | 0    | 0    | 17        | 0         |
| FC Zhemchuzhina Sochi     | 2011–12             | FNL                    | 18       | 1        | 2            | 0            | –       | –       | –    | –    | 20        | 1         |
| FC Rostov                 | 2011–12             | Russian Premier League | 23       | 1        | 3            | 0            | –       | –       | 2    | 0    | 28        | 1         |
| FC Krasnodar              | 2012–13             | Russian Premier League | 26       | 0        | 1            | 0            | –       | –       | –    | –    | 27        | 0         |
| FC Krasnodar              | 2013–14             | Russian Premier League | 4        | 0        | 0            | 0            | –       | –       | –    | –    | 4         | 0         |
| FC Krasnodar              | Tổng cộng           | Tổng cộng              | 30       | 0        | 1            | 0            | 0       | 0       | 0    | 0    | 31        | 0         |
| FC Zenit Saint Petersburg | 2013–14             | Russian Premier League | 20       | 0        | 1            | 0            | 9       | 0       | –    | –    | 30        | 0         |
| FC Zenit Saint Petersburg | 2014–15             | Russian Premier League | 23       | 4        | 0            | 0            | 12      | 0       | –    | –    | 35        | 4         |
| FC Zenit Saint Petersburg | 2015–16             | Russian Premier League | 26       | 3        | 3            | 0            | 5       | 0       | 1    | 1    | 35        | 4         |
| FC Zenit Saint Petersburg | 2016–17             | Russian Premier League | 17       | 0        | 0            | 0            | 2       | 0       | 1    | 0    | 20        | 0         |
| FC Zenit Saint Petersburg | 2017–18             | Russian Premier League | 22       | 0        | 0            | 0            | 7       | 0       | –    | –    | 29        | 0         |
| FC Zenit Saint Petersburg | 2018–19             | Russian Premier League | 23       | 1        | 0            | 0            | 9       | 0       | –    | –    | 32        | 1         |
| FC Zenit Saint Petersburg | Tổng cộng           | Tổng cộng              | 131      | 8        | 4            | 0            | 44      | 0       | 2    | 1    | 181       | 9         |
| Tổng cộng sự nghiệp       | Tổng cộng sự nghiệp | Tổng cộng sự nghiệp    | 274      | 14       | 15           | 0            | 44      | 0       | 4    | 1    | 337       | 15        |

### Quốc tế
Số liệu thống kê chính xác tới ngày 14 tháng 10 năm 2020.
| Nga       | Nga  | Nga |
| Năm       | Trận | Bàn |
| --------- | ---- | --- |
| 2013      | 1    | 0   |
| 2014      | 3    | 0   |
| 2015      | 6    | 0   |
| 2016      | 8    | 0   |
| 2017      | 5    | 0   |
| 2018      | 6    | 0   |
| 2020      | 1    | 0   |
| Tổng cộng | 30   | 0   |

## Danh hiệu
Zenit Saint Petersburg
- Russian Football Premier League: 2014–15